# Bachfeld
Bachfeld is een gemeente in de Duitse deelstaat Thüringen, en maakt deel uit van de Landkreis Sonneberg. De gemeente telde 438 inwoners op 31 december 2018.
Bachfeld · Föritztal · Frankenblick · Goldisthal · Lauscha · Neuhaus am Rennweg · Schalkau · Sonneberg · Steinach